# ラブ・アペタイザー
『ラブ・アペタイザー』（英: Feast of Love）は、2007年に製作されたアメリカ合衆国の映画。日本では、劇場未公開。

## キャスト
※括弧内は日本語吹替
- ハリー・スティーヴンソン - モーガン・フリーマン（菅生隆之）
- ブラッドリー・スミス - グレッグ・キニア（家中宏）
- ダイアナ・クローチェ - ラダ・ミッチェル（加藤優子）
- デヴィッド・ワトソン - ビリー・バーク（古澤徹）
- クロエ・バーロウ - アレクサ・ダヴァロス
- オスカー - トビー・ヘミングウェイ
- キャスリン - セルマ・ブレア
- ジェニー - スタナ・カティック
- マーガレット - エリカ・マロジャーン
- エスター・スティーヴンソン - ジェーン・アレクサンダー
- バット - フレッド・ウォード
- マガロリアン - マーゴ・マーティンデイル
- アガサ - ミッシー・パイル